# Klara Lukan
Klara Lukan, slovenska atletinja, * 8. september 2000, Novo mesto.
Za Slovenijo je v teku na 3000 metrov nastopila na Evropskem dvoranskem atletskem prvenstvu 2021 in postavila nov slovenski rekord za mlajše članice s časom 8:48,80. Je nosilka državnega rekorda na 10.000 metrov (31:04), postavljenega 24. novembra 2024, in na 5.000 metrov (14:56,50), postavljenega 14. junija 2025. Slednjega je 16. julija še izboljšala (14:50,40) na mitingu v Liègeu.